# Liste des gouverneurs de l'Orléanais
Cet article présente une liste des gouverneurs de l'Orléanais de 1498 jusqu'à la fin du XVIIIe siècle
| Début             | Fin               | Identité                                                                                 |
| ----------------- | ----------------- | ---------------------------------------------------------------------------------------- |
| 1498              | 1504              | Guillaume de Montmorency, seigneur de Châteauneuf et de Damville.                        |
| 1504              | 1536              | Lancelot du Lac, seigneur de Chamerolles et de Chilleurs.                                |
| 1537              | 1548              | Claude du Lac, baron de Broyes, seigneur de Chamerolles et de Chilleurs                  |
| 1548              | 1563              | Claude Robertet, baron d'Alluye et de Bury.                                              |
| 1563              | 1565              | Philibert de Marcilly, sieur de Sipierre.                                                |
| 1565              | 1569              | François de Bourbon, duc de Montpensier.                                                 |
| 1569              | 1582              | Artus de Cossé, baron de Gonnor, comte de Secondigny.                                    |
| 1582              | 1582              | Philippe Hurault, comte de Chiverny et de Limoux.                                        |
| 1582              | 1588              | François de Balzac-d'Entraigues.                                                         |
| 1588              | 1596              | Guillaume Charles de Balzac, seigneur de Marcoussy                                       |
| 1596              | 1615              | François d'Orléans Longueville, comte de Saint-Pol.                                      |
| 1615              | 1622              | Léonor d’Orléans, duc de Fronsac.                                                        |
| 1622              | 1630              | François de Valois, duc de Fronsac.                                                      |
| 5 février 1630    | octobre 1634      | Gaston d'Orléans.                                                                        |
| 1635              | 21 décembre 1666  | Charles d'Escoubleau de Sourdis, marquis d'Alluyes.                                      |
| 30 mars 1667      | 1690              | Paul d'Escoubleau de Sourdis, marquis d'Alluyes.                                         |
| 8 janvier 1690    | 21 septembre 1707 | François d'Escoubleau, comte de Sourdis, seigneur de Gaujac, d'Estillac et de Chabanais. |
| 28 septembre 1707 | 2 novembre 1736   | Louis-Antoine de Pardaillan de Gondrin, marquis d'Antin et de Montespan, duc d'Antin.    |
| 2 novembre 1736   | 9 décembre 1743   | Louis de Pardaillan de Gondrin, duc d'Antin.                                             |
| 11 décembre 1743  | 13 septembre 1757 | Louis de Pardaillan de Gondrin, duc d'Antin.                                             |
| 2 novembre 1757   | 25 août 1784      | François Charles, comte de Rochechouart-Faudoas.                                         |
| 7 novembre 1784   | 1er janvier 1791  | Aymery Louis Roger, comte de Rochechouart-Faudoas.                                       |